# 野村万之丞 (5世)
五世 野村 万之丞（のむら まんのじょう、1959年〈昭和34年〉8月9日 - 2004年〈平成16年〉6月10日）は、日本の狂言方和泉流能楽師・俳優・演出家（総合プロデューサー）、野村万蔵家8代目当主（1995年 - 2004年）、萬狂言初代代表、NPO法人ACT.JT初代理事長、能楽協会理事、重要無形文化財（総合認定）保持者。本名：野村 耕介（のむら こうすけ）。東京都豊島区出身。
弟に九世野村万蔵（二世与十郎）。長男は野村太一郎。甥に 六世野村万之丞、野村拳之介、野村眞之介がいる（いずれも弟・九世万蔵の子）。本名は野村 耕介（のむら こうすけ）。
死後の2005年に「八世 野村 万蔵」を追贈されている。
また、学習院幼稚園入園から高校卒業まで学習院に学び、同学年の浩宮徳仁親王（現在の今上天皇）の学友となった。また、高校卒業後も徳仁天皇とは公私共に交流があった。
また、狂言や伝統芸能の枠に囚われない仮面劇の企画・演出やオリンピック閉会式の演出や北朝鮮での「楽劇作品」披露など多種多様な活動を行っていた事から『狂言界の風雲児』と呼ばれ、今後の活躍が期待されたが、2004年6月10日に満44歳（享年46）で惜しまれつつ、この世を去った（後述）。師匠でもある父の萬（七世万蔵）に先立つ死でもあった（後述）。

## 概要
1959年8月9日、野村萬（当時は四世野村万之丞、のちに人間国宝、日本芸術院院長、日本芸能実演家団体協議会会長）と妻・登美子（2004年死去）の長男（第一子）として東京都豊島区に生まれる。祖父の六世野村万蔵と父の萬（七世万蔵）に師事。
1964年の学習院幼稚園入園から1978年の高校卒業まで学習院に学び、同学年の浩宮徳仁親王（現在の今上天皇）の学友となった。また、高校卒業後も徳仁天皇とは公私共に交流があった。
1995年1月に父・野村萬（七世野村万蔵）から万蔵家当主を譲られ野村万蔵家八代目当主となると共に五世野村万之丞を襲名した。万蔵家当主として一門を総括する組織『萬狂言』を設立した他、長野オリンピック閉会式の演出や「大田楽」の復興や大河ドラマでの芸能考証やお笑い芸人とのコラボレーションなど狂言以外の分野においても活躍した。その後、2003年6月に万蔵家の当主名である野村万蔵を八世として襲名する事を公表した。
しかし、八世野村万蔵襲名を半年後に控えていた2004年6月10日午前8時20分、父の萬に先立ち満44歳（享年46）で死去した（没後の2005年1月に八世野村万蔵を追贈された）。なお、辞世の句は「万蔵に万感の思いで千秋楽」である。
次世代の能楽界を担う若手狂言師のリーダー格の存在であると共に北朝鮮との文化交流を行っていた八世万蔵（五世万之丞）の早世は能楽界並びに芸能界、政府関係者及び「楽劇作品」関係者から「大きな損失」と惜しまれた。
「現代狂言」や新たな「大田楽」、「猿楽」などの様々な構想を遺した志半ばでの死であったが、その遺志を継いだ弟・九世野村万蔵がその活動の多くを受け継いでいる。また、八世万蔵が生前名乗った「万之丞」の名跡は甥の虎之介が六世として引き継いだ。
また、八世万蔵（五世万之丞）が育てた小笠原由祠や山下浩一郎などといった八世万蔵の弟子達も萬狂言の中心メンバーとして活躍し、八世万蔵（五世万之丞）の弟・九世万蔵の補佐なども行っている。

## 生涯

### 幼少期・青年期
1959年8月9日、四世野村万之丞（現在の初世野村萬）と妻・登美子の長男として誕生する（妹と弟がいる）。幼い頃は弟の良介（九世万蔵）と共に祖父の六世万蔵から厳しい稽古を受けていたという。
1964年に学習院幼稚園に入園し、浩宮徳仁親王の学友となる。以後、浩宮と公私共に親しく交流する事になる。学習院幼稚園入園後は、高校卒業まで学習院に学ぶ。高校卒業後は祖父・六世万蔵の鞄持ちとして能楽堂に祖父の同行をしながら、狂言方としての修行に励む。
1990年5月24日、長男の太一郎が誕生する。また、この年には「楽劇大田楽」を初演する。

### 万蔵家の当主として
1995年1月、父・野村萬（七世野村万蔵）から家督を譲られ、野村万蔵家八代当主になるとともに万蔵家の名跡である「野村万之丞」を五世として襲名した。
万蔵家当主としての他に、イベントのプロデューサーとして1998年長野パラリンピック閉会式の演出や、古来より日本各地で行われている芸能である田楽を「楽劇大田楽」として構成、総合芸術家として『TMDネットワーク』を主催。またマルチメディア関連の活動にも積極的で、文化庁のCD-ROM、通産省のDVD-ROMコンテンツ制作に携わった。NHK大河ドラマの『秀吉』『利家とまつ〜加賀百万石物語〜』で芸能考証も務めた。
2000年には野村万蔵家の組織「萬狂言」を設立し、それを率いた。2001年、フランス芸術文化勲章シュヴァリエ章を受章した。
その他にも京都造形芸術大学専任講師、韓国中央大学客員教授、国士舘大学21世紀アジア学部客員教授、桜美林大学文学部兼任講師､早稲田大学文学部非常勤講師、東京大学特別講師、日本女子大学特別講師、千葉大学特別講師、日本体育大学非常勤講師なども歴任した。

### 死去・没後
2003年6月26日、2005年1月に野村万蔵家の当主名である「野村万蔵」を八世として襲名する事が公表された。
2004年4月、「文化芸術交流団」団長として北朝鮮を訪問し平壌にて狂言と「楽劇大田楽」を披露する。尚、この旅には父の野村萬も同行している。また、同年2月には母の登美子が死去している。
しかし、2004年4月に北朝鮮からの帰国翌日に原因不明の高熱に倒れ、そのまま入院する。緊急手術の後、病名が「神経内分泌がん」であることが判明する。その後2004年6月に入り、体調が回復し退院。退院後には六本木ヒルズ開催の「聖火歓迎楽劇」の企画もしていた。同年6月4日には「聖火歓迎楽劇」のプロデュース・上演をした。しかし、「聖火歓迎楽劇」上演直後に容態が急変し、再度日本赤十字社医療センターに入院した。
「聖火歓迎楽劇」上演から僅か6日後の2004年6月10日午前8時20分、神経内分泌がんの為日本赤十字社医療センターにて死去。満44歳没（享年46）。辞世の句は「万蔵に万感の思いで千秋楽」であった。母の登美子の死から僅か4カ月後の事であり、残された父・萬に先立つ死となった。
2004年7月、早稲田大学にて生前「楽劇作品」の構成・演出・企画に力を注いだ五世万之丞（八世万蔵）イズムを盛り込んだお別れ会「楽劇葬」が開催される。この席上にて父・萬から、死去した五世万之丞に代わり、弟・良介（与十郎）が2005年1月に「野村万蔵」の名跡を九世襲名する旨が発表された。同時に、五世万之丞に「八世野村万蔵」を追贈する事も発表された。
2005年1月、弟・良介の「野村万蔵」襲名公演にて「八世野村万蔵」を追贈された。
野村万蔵家が継承すべき名跡で、万蔵を継ぐ者だけが名乗る「万之丞」の名跡は五世万之丞の死去から13年後の2017年1月、長男の太一郎ではなく、甥の虎之介（弟・九世万蔵の長男）が六世としてその名跡を引き継いだ。
生前は「人、人にあらず、継ぐを以て家とす。」（家とは組織であり、とにかく継いでいくことが大切である。）などの言葉を残している。
全国各地での基調講演にて、「文化とは形を変えて心を伝えるもの」という言葉を残した。

## 年譜
- 1959年8月9日：四世野村万之丞（現在の初世野村萬）の長男（下に弟と妹がいる）として誕生する。
- 1963年：3歳で「靭猿」にて初舞台。
- 1964年：学習院幼稚園に入園し、浩宮徳仁親王（今上天皇徳仁）と学友になる。以後、高校卒業するまで学習院にて学ぶ。
- 1974年：「三番叟」を披く。
- 1978年：学習院高校卒業。以降は祖父の六世万蔵の鞄持ちをしながら狂言方の修行に励む。
- 1980年：「奈須与市語」を披く。
- 1983年：個人の会である「蝸牛の会」発足させる。
- 1984年：秘曲とされてきた狂言・「越後婿」を万之丞個人の会「蝸牛の会」にて新たな形で上演する。この上演から38年後の2022年に甥の六世万之丞（虎之介）が「越後婿」を新たな形で上演した。
- 1985年：和泉流の大習（一人前の狂言方になったしるし）である「釣狐」を披く。
- 1987年：永らく途絶えいた大曲・「鷺」を復曲する。
- 1988年：大曲である「金岡」を披く。

- 1990年：長男の太一郎が誕生する。この年、「楽劇大田楽」を初演する。
- 1991年：「楽劇大田楽」に関する組織である「楽劇わざおぎ塾」を設立。
- 1992年：「花子」を披く。
- 1993年：長男・太一郎が父の萬が主催する第4回「槌の会」での「靭猿」にて初舞台。同年、「楽劇大田楽」にて文化庁芸術祭賞を受賞。
- 1995年：五世野村万之丞を襲名すると共に野村万蔵家八代目当主となる。
- 1996年：ＮＨＫ大河ドラマ「秀吉」の芸能考証を勤める。また同年7月、日本楽劇人協会（ACT.JTの前身）を設立した。
- 1997年：五世万之丞考案の落語をベースとした新作狂言・「転失気」にて、織部賞と文化庁芸術最優秀賞を受賞する。
- 1998年：長野オリンピックの閉会式の演出を担当する。
- 1998年：映画・『萬歳楽』の監督・演出を務める
- 2000年：一門を統括する組織の「萬狂言」を設立。死去するまで代表を務める。なお、この年、父の七世万蔵は「初世野村萬」に改名した。
- 2000年：新作狂言の「赤頭巾」と「白雪姫」にて厚生省児童福祉文化賞を受賞する。
- 2002年：大河ドラマ「利家とまつ〜加賀百万石物語〜」にて田楽の指導と芸能考証の担当をする。
- 2003年：「大田楽」に関する組織ACT.JT（日本楽劇人協会の後身組織）を設立し、初代理事長となる。
- 2003年6月：2005年1月に「八世野村万蔵」を襲名する事が公表された。
- 2004年4月：「文化芸術交流団」団長として北朝鮮を訪問し首都・平壌にて狂言と「楽劇大田楽」を披露する。尚、この旅には父の野村萬も同行している。
- 2004年4月：北朝鮮から帰国した翌日、原因不明の高熱に倒れそのまま入院する。緊急手術の後病名が「神経内分泌がん」であることが判明する。2004年6月に退院する。
- 2004年6月4日：六本木ヒルズ開催の「聖火歓迎楽劇」の企画・上演をする。上演直後に容態が急変し日本赤十字社医療センターに緊急入院。
- 2004年6月10日：午前8時20分、神経内分泌がんの為日本赤十字社医療センターにて死去。満44歳没（享年46）。辞世の句は「万蔵に万感の思いで千秋楽」であった。「八世野村万蔵」襲名を半年後に控えた中での早世であった。
- 2004年7月：早稲田大学にて、生前「楽劇作品」の構成・演出・企画に力を注いだ五世万之丞（八世万蔵）イズムを盛り込んだお別れ会・「楽劇葬」が開催される。この席上にて、父・萬から死去した五世万之丞（八世万蔵）に代わり、弟・良介（与十郎）が2005年1月に「野村万蔵」の名跡を九世として襲名する旨が発表された。同時に、五世万之丞に「八世野村万蔵」を追贈する事も発表された。
- 2005年1月：弟・良介の九世野村万蔵襲名披露と同時に「八世野村万蔵」を追贈された。
- 2017年1月：甥の虎之介が「野村万之丞」の名跡を六世として襲名。

## 主な活動

### オリジナル活動
五世万之丞（八世万蔵）は楽劇五部作のプロデュース完成をめざし音楽家、振付家、衣装コーディネーター、俳優、ダンサーらと協同作業を重ね「楽劇大田楽」、「楽劇真伎楽」、「楽劇平和楽」を誕生させた。続けて取り組む予定だった歌垣、猿楽は五世万之丞（八世万蔵）の早世により未完となった。2004年の五世万之丞（八世万蔵）没後は「楽劇大田楽」は、「大田楽」として各地のお祭りや文化交流として催し、五世万之丞（八世万蔵）の遺志を継いだ弟・九世野村万蔵による新しい演出やコラボレーションにより、展開している。「楽劇真伎楽」はもともと完成した形ではなくこれから公演するそれぞれの国の芸能とコラボしながら創り上げていくという五世万之丞の発想の元に誕生した作品であった。

### 「現代狂言」について
詳細は「現代狂言」項を参照
2002年、ウッチャンナンチャンのテレビ番組『ウッチャンナンチャンのウリナリ!!』のプロデューサーが番組の企画として南原清隆に「狂言」を勧めたことから「ウリナリ狂言部」が立ち上がり、プロデューサーと親交のあった八世万蔵（五世万之丞）が指導する事になった。
番組終了後も八世万蔵（五世万之丞）は乗り気であり、南原に「現代人が登場するコント」を作りたいという相談を持ちかける。そこで南原と共に話し合いを進める内に、八世万蔵（五世万之丞）は三部構成の舞台（第一部：通常の狂言、第二部：狂言を現代風にアレンジしたもの、第三部：新作狂言）とするなど続々とアイディアを出していった。
しかし、構想の段階の2004年6月に八世万蔵（五世万之丞）が44歳で死去したため、計画は一度中止となった。しかし、弟の九世万蔵と南原清隆が遺志をその引き継ぎ2006年から「現代狂言」として活動を再開させ現在にいたる。また、弟の九世万蔵は元々は「現代狂言」などの活動に否定的であったが、「これからは古典だけを真面目にやっていても古典は守れない。新しいことも常に取り入れて行かなければ」という兄の遺言がきっかけで考え方を変え、「現代狂言」など兄の活動を引き継ぐ決意をしたと語っている。

### 「萬狂言」設立について
詳細は「野村万蔵家#「萬狂言」」項を参照
八世万蔵（五世万之丞）は、狂言を守っていくためには一門を統括し、家を組織化する必要性を感じていた。1995年に八世万蔵（五世万之丞）が万蔵家当主になると複数に分かれていた野村万蔵家の組織改編に乗り出した。八世万蔵（五世万之丞）の当主就任と同時に一門を統括する組織である「萬の会」を設立した。
その後、2000年１月、「萬の会」の設立者である八世万蔵（五世万之丞）は前述の「萬の会」と地方の複数の組織を統合した組織「萬狂言」を設立し、初代代表に就任した。また、八世万蔵（五世万之丞）は地方に狂言を広めるため、「萬狂言九州支部」、「萬狂言大阪支部」など5つの「萬狂言」の支部も設立した。また、「萬狂言」設立と同時に父・七世野村万蔵は「野村萬」に弟・良介は「二世野村与十郎」にそれぞれ改名・襲名をした。
また、同年には高島屋にて「萬狂言の世界展」を実施する。その後、2004年に八世万蔵（五世万之丞）が44歳で死去した後は弟の九世野村万蔵（良介）が中心となり、「萬狂言」を守り組織を成長させている。なお、「萬狂言」は2011年に株式会社となった（代表取締役は弟の九世野村万蔵、名誉会長は父の野村萬）。現在は八世万蔵（五世万之丞）の甥・六世万之丞など若手の狂言方の活躍も著しい組織となっている。

### 大河ドラマの芸能考証担当として
1996年の大河ドラマ・「秀吉」にて、初めて芸能考証を担当する。「楽劇大田楽」など楽劇作品の復興をライフワークとしていた八世万蔵（五世万之丞）の視点は高く評価され、2002年の大河ドラマ・「利家とまつ〜加賀百万石物語〜」でも芸能考証と田楽の指導を担当する。
さらに、2005年の大河ドラマ・「義経」でも芸能考証を担当する予定であったが、大河ドラマ・「義経」のスタート半年前の2004年6月、八世万蔵（五世万之丞）が死去したため、義経の芸能考証は道半ばで終わってしまった。さらに、2005年は「八世野村万蔵」を襲名する年でもあったため、襲名祝いとして芸能考証だけではなく、八世万蔵（五世万之丞）本人が、大河ドラマ・「義経」に出演する予定であったが襲名予定者であった八世万蔵（五世万之丞）本人の急逝によってこの計画も頓挫した。　
2004年7月に行われた八世万蔵（五世万之丞）のお別れ会である「楽劇葬」では、NHKの海老沢勝二会長（当時）が弔辞を読んだ。

## 真伎楽について

### 歴史
五世万之丞（八世万蔵）は本職である狂言の仮面との出会いをきっかけに、仮面を追及し、たどり着いた「伎楽」を再生したいとアジアをフィールドワークした。構想から10年後の2001年、アジア各国の俳優やダンサー、音楽家を集め、ディスカッションとワークショップを重ね、新たな伎楽、真の伎楽の再生に着手した。「楽劇真伎楽」はこうして誕生した。
「楽劇真伎楽」の元となった「伎楽」という芸能があった。それは、頭がすっぽりと入る大きな仮面をかぶって踊る仮面舞踊劇である。その仮面舞踏劇が日本の芸能のルーツと言われている。それを元に五世万之丞（八世万蔵）が自身のオリジナル構想を加えて完成させた。
また、シルクロードを伝わって日本にきた芸能を、新たに再生した「真伎楽」で溯り訪ねた地の俳優や音楽家たちとコラボレーションしながら、その国その国の「真伎楽」を作って行こうというプロジェクト「マスクロードプロジェクト」をスタートさせた。
マスクロードプロジェクトは、2001年10月に東京都庁前広場で初演し、以降、奈良県の明日香、福岡県の太宰府での公演を経て韓国へ渡り、扶余とソウルで上演した。この道は、約1500年前に百済の味摩之が日本に伎楽を伝えた道の逆流で、まさに文化の里帰りといえるものであった。ソウル景福宮公演では日韓両国の子どもたちが多数参加し、盛り上がった。2002年にはワシントンスミソニアン博物館にて上演した。2004年には、日米和親条約締結150周年記念事業メインイベント「楽劇日本楽」の一部として、ケネディセンター大ホールで上演した。
2004年には北朝鮮の首都平壌における「4月の春親善芸術祝典」にて公演、パレードにも参加し喝采を浴びた。こうしてマスクロードは昔の高句麗へとその道を延ばしたのだった。しかし、公演の2カ月後の2004年6月10日に五世万之丞（八世万蔵）は44歳で世を去ることになる。
五世万之丞（八世万蔵）没後、志半ばで死去した五世万之丞の遺言でもあった中国公演を2007年に実施した。日中国交正常化35周年、遣隋使1400年記念事業の一環として、北京・西安・上海・揚州で上演する事になった。

### エトノスについて
八世万蔵（五世万之丞）が構想した真伎楽に集まった音楽家、舞踊家、スタッフたちは国籍もさまざまで、シルクロードを遡り、文化の里帰りをしつつ、世界規模の芸能を発信するという計画である「マスクロードプロジェクト｣にふさわしいメンバーであった。
「エトノス」という名前は『文化は政治や経済の垣根つまり国境を超越する』という五世「万之丞イズム」の象徴として真伎楽の作者である八世万蔵（五世万之丞）本人が名付けた。
国境を超えて文化を共有する集団として設立された「エトノス」は、八世万蔵（五世万之丞）没後、真伎楽だけでなく大田楽の音楽や散楽部分、また天守物語や萬狂言の現代狂言に参加したり、八世万蔵（五世万之丞）本人が設立したセミプロ組織である「わざおぎ」の講義の講師として指導をして関係を深めている。
「エトノス」の名前の由来は日本語の『民族』には政治的共同体という意味合いの強い「nation」と、同一の文化習俗の集団の意味合いの強い「ethnic group＝ethonos」から八世万蔵（五世万之丞）本人が名づけた。

## 大田楽と「楽劇」大田楽について

### 歴史
大田楽は、五世万之丞（八世万蔵）を中心に学術研究者、能楽師、舞踊家、若手の俳優ダンサーにより作られた。その後五世万之丞（八世万蔵）は「わざおぎ」という大田楽を学び継承するセミプロを設立し、さらに市民参加により一緒に作り上げる祝祭としての性格を強め、市民が躍る「番楽」が創作されていた。
また、「大田楽」の元となったのは平安時代末期から、京の都を中心に全国各地で一世を風靡したものの室町時代には消滅してしまった「田楽」という芸能である。それを五世万之丞（八世万蔵）が自身のオリジナルの構想を加えて完成させたのである。
また、1998年の長野パラリンピック閉会式をはじめとし、「大田楽」を中心に構成された様々な催しが式典のアトラクションなどに展開するなどしていった。また、NHK大河ドラマでは田楽の時代の作品には民衆の場面で五世万之丞（八世万蔵）考案の「大田楽」が使われ、『太平記』『秀吉』『利家とまつ〜加賀百万石物語〜』『義経』『平清盛』『軍師官兵衛』『麒麟がくる』に登場した。
プロから市民へと大田楽の担い手は移行していったものの、それは「文化とは形を変えて心を伝えるもの」という五世万之丞（八世万蔵）の信念に基づいた必然的な流れであった。演出、音楽、ソロパートなどはプロがフォローする形となった。
五世万之丞（八世万蔵）は、外部から守る目的で「楽劇大田楽」という名前を商標登録した。2004年の五世万之丞（八世万蔵）没後はその商標は妻の野村久美子が相続した。一時期、野村久美子はACT.JTの理事長でもあったが現在は、長男の野村太一郎とともに野村万蔵家からもACT.JTからも離れている（後任理事長は父の野村萬）。野村親子がACT.JTを離れた直後から、ACT.JTと弟の九世野村万蔵（野村万蔵家）は「楽劇大田楽」という名称は使用せず、「楽劇」の文字を外し、「大田楽」あるいは「〇〇（地域名）大田楽」などの呼称で大田楽を開催している。

### 「わざおぎ」について
1991年、大田楽の作者である五世万之丞（八世万蔵）が新しい次代の文化を継承していく人材を市民から育てたいと考え「楽劇わざおぎ塾」を開設したことに始まる。
それまで、能楽師や舞踊家、俳優といったプロ集団によって上演されていた大田楽は、多種多彩な講師陣の指導を受けた塾生で演じられるようになり、やがて、市民参加をした人たちから、地元の「わざおぎ」を結成するようになり、現在の形へと変化していった。現在わざおぎは全国七箇所に存在し、年間を通して様々なジャンルの講師の指導を受け、大田楽の中枢を担って、国内外に活動展開している。
また、「わざおぎ」の名づけ親は大田楽の作者である五世万之丞（八世万蔵）本人で、名前の由来となった「わざおぎ」は手振りや足踏みで面白おかしい技をして、歌い舞い楽しませる人を意味し、神を招く技をなすという「わざおぎ」の故事に基づいて名づけられた。

### 「ACT.JT」について
詳細は「野村万蔵家#「ACT.JT」」項を参照
ACT.JTは、1996年7月に五世万之丞（八世万蔵）が設立した「日本楽劇人協会」の後継組織として2001年に五世万之丞（八世万蔵）本人が設立した組織（NPO法人）である。日本の古典芸能や中世芸能による教育、地域振興、海外との文化交流などを行っている組織（NPO法人）である。
なお、初代理事長は設立者である五世万之丞（八世万蔵）本人であったものの、設立2年目の2004年に五世万之丞（八世万蔵）が44歳の若さで死去したため、現在は父の野村萬が亡き息子に代わり理事長を務めている。また、父の萬と弟の九世万蔵が五世万之丞（八世万蔵）の遺志を引き継ぎ狂言方の活動と並行して「ACT.JT」の活動をしている。また、五世万之丞（八世万蔵）が設立した所謂、兄弟組織である「萬狂言」ともコラボした活動している。
また、伎楽、雅楽、田楽、能楽、邦楽などの芸能を、公演実施、ワークショップ、一般参加、学校の授業などいろいろな形で提供し、芸能との出会いから老若男女が年齢の別なく楽しめる場づくり、人づくりを行い未来に向けて早世した五世万之丞（八世万蔵）の理想であった「日本人の心」を伝える活動を展開している。
また、現在は「静岡支部」、「富山支部」など地方にも支部が次々と設立され五世万之丞（八世万蔵）の遺した「大田楽」や「真伎楽」などを幅広い人々に知って貰う活動もしている。

### 「日本楽劇人協会」について
1996年7月に五世野村万之丞（八世野村万蔵）により設立され、「大田楽」や「平和楽」や「真伎楽」の上演・主催・共催・協力事業を行う組織であった。その主な活動は全国各地に広がり全国各地で「大田楽」「平和楽」の上演を行う組織へと成長していった。また、五世万之丞（八世万蔵）は「わざおぎ」など大田楽の下部組織も多数設立した。2001年に「ACT.JT」に名称変更し、NPO法人となった（初代理事長は設立者である五世万之丞）。

## 主な役職（死去時点）
2004年6月10日の死去時の役職は以下の通り。
- 萬狂言代表、設立者。
- 「エトノス」代表、設立者。
- 「楽劇わざおぎ塾」代表、設立者
- 能楽協会理事。
- NPO法人ACT.JT理事長、設立者
- 和泉流職分会幹事。
- 社団法人国際演劇協会会員
- 日本演出者協会会員
- 日本劇作家協会会員
- 早稲田大学文学部非常勤講師
- 楽劇学会例会委員
- 顔学会会員
- 人道目的の地雷除去支援の会会員
- 横浜市コンベンション都市推進基本方針策定検討委員
- 岐阜イベント村議員
- 次世代産業ナビゲーターズフォーラム委員

## 主な著作物

### 演出・プロデュース作品
- 映画「萬歳楽」演出、監督（1999年）
- 「萬狂言の世界・七世野村万蔵の秘曲」総合監修（1999年）
- 「楽劇大田楽」
- 「楽劇真伎楽」
- 「楽劇平和楽」
- 「現代狂言」

### 新作（オリジナル）狂言
- 「赤頭巾」
- 「白雪姫」
- 「死神」
- 「子ほめ」
- 「転失気」
- 「うわの空」
- 「春うらら」
- 「牡丹燈籠」

### 著書
- 「いい加減よい加減」
- 「マスクロード　幻の伎楽再現の旅」

## 主な出演作品
- ドラマ・「余命半年――生前給付3000万円の夢」（1998年）
- 「よみがえる古代芸能・伎楽」（2003年）

## 家族・親族

### 野村万蔵家
- 野村萬（初世）（父・七世野村万蔵／1930年 - ）本名・太良（たろう）。
- 九世野村万蔵（弟／1965年 - ）本名・良介（りょうすけ）。2005年に「野村万蔵」を九世として、襲名。万蔵家当主として代々の芸を守ると共に「現代狂言」など亡き兄の遺志を継いだ活動をしている。
- 野村万禄（二世）（従弟／1966年 - ）。萬狂言九州支部代表。
- 六世野村万之丞（甥（弟の長男）／1996年 - ）本名・虎之介（とらのすけ）。2017年に伯父の八世万蔵が名乗った「野村万之丞」を六世として襲名。
- 野村拳之介（甥（弟の次男）／1999年 - ）
- 野村眞之介（甥（弟の三男）／2003年 - ）
- 野村万蔵（六世）（祖父／1898年 - 1978年）

### 別家
- 野村太一郎（長男／1990年 - ）
- 野村万作（二世）（叔父／1931年 - ）
- 野村四郎（叔父・シテ方観世流／1936年 - 2021年）
- 野村万之介（叔父／1939年 - 2010年）
- 野村萬斎（二世）（従弟／1966年 - ）

## 受賞歴
- フランス芸術文化勲章であるシュヴァリエ賞を受賞（2001年）
- 「楽劇大田楽」にて文化庁芸術祭賞を受賞（1993年）
- 落語を狂言に仕立てた「死神」が文化庁芸術祭優秀賞と第一回織部賞を受賞（1997年）
- 新作狂言「赤頭市」が厚生省児童福祉文化賞を受賞（2000年）